# 洛万普朗克
洛万普朗克（法語：Lauwin-Planque，法語發音：[lowɛ̃ plɑ̃k]）是法国上法蘭西大區北部省的一个市镇，属于杜埃区。

## 地理
洛万普朗克（50°23'24"N, 3°2'39"E）面积3.67 平方千米，位于法国上法蘭西大區北部省，该省份为法国最北部的省份及最长的省份，西北濒北海，西接加来海峡省，南至埃纳省和索姆省，东与比利时接壤。
与洛万普朗克接壤的市镇（或旧市镇、城区）包括：弗莱尔斯-昂内斯克勒比约、宽西、杜埃、埃凯尔尚。

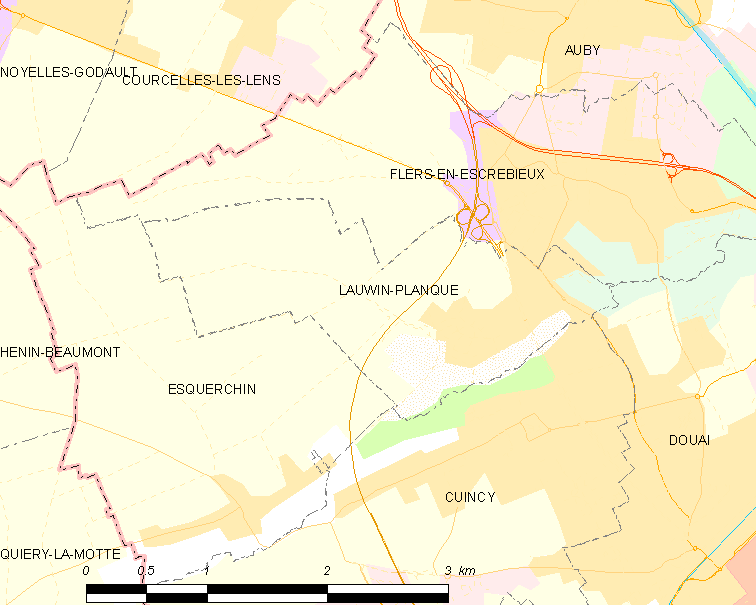
洛万普朗克的OSM定位图

洛万普朗克的时区为UTC+01:00、UTC+02:00（夏令时）。

## 行政
洛万普朗克的邮政编码为59553，INSEE市镇编码为59334。

## 政治
洛万普朗克所属的省级选区为杜埃县。

## 人口

1962-2008年间洛万普朗克人口变化图示

洛万普朗克于2022年1月1日时的人口数量为1593人。